# 武雄市立北方中学校
武雄市立北方中学校（たけおしりつ きたがたちゅうがっこう）は、佐賀県武雄市北方町志久にある市立の中学校。

## 概要
歴史
1947年（昭和22年）の学制改革の際に創立。現校名になったのは2006年（平成18年）。2022年（令和4年）に創立75周年を迎える。
校章
中央に「中」の文字を置いている。
校歌
作詞・作曲は田中耕太郎による。歌詞は3番まであり、各番に校名の略称である「北中」が登場する。
校区
「武雄市北方町全域」。小学校区は武雄市立北方小学校。

## 沿革
北方中学校
- 1947年（昭和22年）4月1日 - 学制改革が行われる。
  - 北方国民学校初等科（6年制）は「北方町立北方小学校」に改組される。
  - 北方国民学校高等科（2～3年制）と青年学校普通科は新制中学校「北方町立北方中学校」に改組される。

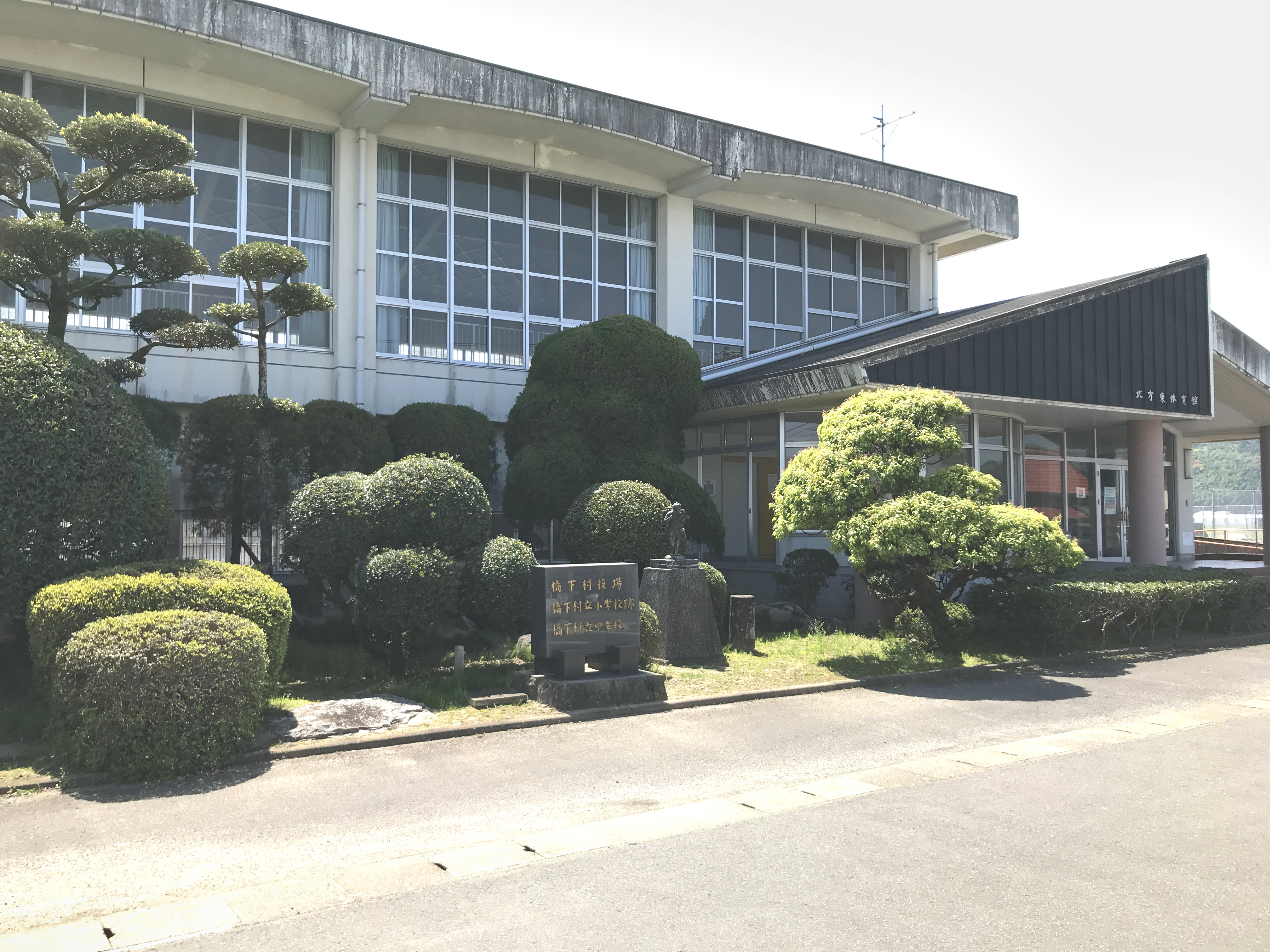
橋下中学校跡地

- 1956年（昭和31年）4月1日 - 橋下村立橋下中学校を統合。
- 1982年（昭和57年）1月 - 鉄筋コンクリート造の新校舎（管理棟・教室棟）が完成。
- 1983年（昭和58年）3月 - 体育館が完成。
- 2006年（平成18年）3月1日 - 武雄市との合併により、「武雄市立北方中学校」（現校名）に改称。
- 2023年（令和5年）4月1日 - 制服を改定。

旧・橋下中学校
- 1947年（昭和22年）4月1日 - 学制改革が行われる。
  - 橋下国民学校初等科（6年制）は「橋下村立橋下小学校[2]」に改組される。
  - 橋下国民学校高等科（2～3年制）と青年学校普通科は新制中学校「橋下村立橋下中学校」に改組される。

- 1956年（昭和31年）3月31日 - 北方町立北方中学校への統合により、閉校。跡地は北方東グラウンド・北方東体育館敷地となっている。

## 交通
最寄りの鉄道駅
- JR九州 佐世保線「北方駅」

最寄りのバス停留所
- 祐徳バス「ホームセンターユートク」停留所

最寄りの幹線道路
- 国道34号 「北方中学校入口」交差点
- 長崎自動車道 「武雄北方IC」

## 周辺
- 浦田池
- 北方スポーツセンター（旧・北方小学校校地）
- 北方運動公園
- 北方公民館・武雄市市民サービスセンター北方

## 参考資料
- 「北方町史 下巻」（北方町史編さん事務局, 1987年（昭和462年）3月）p.263～